# Bozeman
Bozeman é uma cidade localizada no estado americano do Montana, no Condado de Gallatin.

## História
Foi fundada por John Merin Bozeman (1835 – 1867), um dos colonizadores pioneiros do Montana.

## Geografia
De acordo com o United States Census Bureau, a cidade tem uma área de 49,6 km², onde 49,5 km² estão cobertos por terra e 0,08 km² por água.

### Localidades na vizinhança
O diagrama seguinte representa as localidades num raio de 36 km ao redor de Bozeman. 

## Demografia
Segundo o censo nacional de 2010, a sua população é de 37 280 habitantes e sua densidade populacional é de 752,8 hab/km². É a quarta cidade mais populosa do Montana. Possui 17 464 residências, o que resulta em uma densidade de 352,66 residências/km².

## Cultura

### Museus
Em Bozeman, há o Museu Americano do Computador, onde está exposta uma réplica da Máquina de Anticítera.

## Mídia e Cinema
A área de Bozeman é citada no seriado e nos filmes de ficção científica Star Trek como sendo o local do primeiro contato alienígena dos humanos com a espécie Vulcana. 
A cidade é citada no seriado The Big Bang Theory, no 13° episódio da 3ª temporada. Nesse episódio o apartamento de Sheldon e Leonard é roubado, e Sheldon decide se mudar para Bozeman, após uma pesquisa na qual ele descobre que a cidade é uma das mais seguras do país. Também é mencionada no seriado CSY: NY, como sendo a terra natal da personagem Lindsay Monroe. 